# Metschnikowia andauensis
Metschnikowia andauensis är en svampart som beskrevs av O. Molnár & Prillinger 2005. Metschnikowia andauensis ingår i släktet Metschnikowia och familjen Metschnikowiaceae.   Inga underarter finns listade i Catalogue of Life.